# Rhinephyllum
Rhinephyllum là chi thực vật có hoa trong họ Aizoaceae.